# Saison 1998 de la WTA
Vainqueurs des tournois majeurs
Résultats des tournois de tennis organisés par la WTA en 1998.

## Résumé de la saison
Si Martina Hingis a dominé de bout en bout la saison 1997, son emprise sur le circuit féminin n'est plus que relative lors de la saison 1998 de la Women's Tennis Association (WTA). Victorieuse à l'Open d'Australie en janvier, elle remporte certes quatre tournois WTA supplémentaires, mais voit les trois dernières levées du Grand Chelem lui échapper. 
Alors qu'on s'attend à l'avènement des jeunes espoirs (Serena ou Venus Williams, sinon Anna Kournikova), les vétéranes Arantxa Sánchez et Jana Novotná créent la surprise en enlevant respectivement Roland-Garros et Wimbledon. À l'US Open, Hingis s'incline en finale contre Lindsay Davenport, laquelle, au bénéfice notamment d'une excellente tournée estivale aux États-Unis, lui prend la place de numéro un mondiale le 12 octobre. 
Avec quatre succès, Mary Pierce signe la saison la plus prolifique de sa carrière, de même que Patty Schnyder (cinq trophées mineurs). 
Steffi Graf, toujours plus ou moins blessée, gagne trois tournois. Ai Sugiyama, Conchita Martínez, Henrieta Nagyová et Monica Seles (finaliste malheureuse à Roland-Garros) s'imposent chacune deux fois. 
En double, associée à Mirjana Lučić puis Jana Novotná, Martina Hingis réalise le Grand Chelem, exploit inégalé depuis 1984.

## Organisation de la saison
Indépendamment des 4 tournois du Grand Chelem et de la Coupe du Grand Chelem (organisés par l'ITF), la saison 1998 de la WTA se compose des tournois suivants :
- les tournois Tier I (9),
- les tournois Tier II (15),
- les tournois Tier III, Tier IV (23)
- Les Masters de fin de saison

La saison 1998 compte donc 53 tournois.
À ce calendrier s'ajoute aussi l'épreuve par équipes nationales : la Fed Cup.

## Palmarès

### Simple
| No | Date       | Nom et lieu du tournoi                              | Catégorie | Dotation    | Surface         | Vainqueure        | Finaliste            | Score              |         |
| -- | ---------- | --------------------------------------------------- | --------- | ----------- | --------------- | ----------------- | -------------------- | ------------------ | ------- |
| 1  | 05/01/1998 | ASB Bank Classic, Auckland                          | Tier IV   | 107 500 $   | Dur (ext.)      | Dominique Monami  | Silvia Farina        | 4-6, 7-6, 7-5      | Tableau |
| 2  | 05/01/1998 | Thalgo Hardcourts Championships, Gold Coast         | Tier III  | 164 250 $   | Dur (ext.)      | Ai Sugiyama       | María Vento-Kabchi   | 7-5, 6-0           | Tableau |
| 3  | 12/01/1998 | ANZ Tasmanian International, Hobart                 | Tier IV   | 107 500 $   | Dur (ext.)      | Patty Schnyder    | Dominique Monami     | 6-3, 6-2           | Tableau |
| 4  | 12/01/1998 | Sydney International, Sydney                        | Tier II   | 342 500 $   | Dur (ext.)      | Arantxa Sánchez   | Venus Williams       | 6-1, 6-3           | Tableau |
| 5  | 19/01/1998 | Australian Open, Melbourne                          | G. Chelem | 4 058 100 $ | Dur (ext.)      | Martina Hingis    | Conchita Martínez    | 6-3, 6-3           | Tableau |
| 6  | 02/02/1998 | Toray Pan Pacific Open, Tokyo                       | Tier I    | 926 250 $   | Moquette (int.) | Lindsay Davenport | Martina Hingis       | 6-3, 6-3           | Tableau |
| 7  | 09/02/1998 | Open Gaz de France, Paris                           | Tier II   | 450 000 $   | Moquette (int.) | Mary Pierce       | Dominique Monami     | 6-3, 7-5           | Tableau |
| 8  | 16/02/1998 | Copa Colsanitas, Bogota                             | Tier IV   | 107 500 $   | Terre (ext.)    | Paola Suárez      | Sonya Jeyaseelan     | 6-3, 6-4           | Tableau |
| 9  | 16/02/1998 | Faber Grand Prix, Hanovre                           | Tier II   | 450 000 $   | Moquette (int.) | Patty Schnyder    | Jana Novotná         | 6-0, 2-6, 7-5      | Tableau |
| 10 | 23/02/1998 | IGA Tennis Classic, Oklahoma City                   | Tier III  | 164 250 $   | Dur (int.)      | Venus Williams    | Joannette Kruger     | 6-3, 6-2           | Tableau |
| 11 | 23/02/1998 | Generali Ladies Tennis Grand Prix, Linz             | Tier II   | 450 000 $   | Moquette (int.) | Jana Novotná      | Dominique Monami     | 6-1, 7-6           | Tableau |
| 12 | 05/03/1998 | State Farm Evert Cup, Indian Wells                  | Tier I    | 1 250 000 $ | Dur (ext.)      | Martina Hingis    | Lindsay Davenport    | 6-3, 6-4           | Tableau |
| 13 | 19/03/1998 | The Lipton Championships, Miami                     | Tier I    | 1 900 000 $ | Dur (ext.)      | Venus Williams    | Anna Kournikova      | 2-6, 6-4, 6-1      | Tableau |
| 14 | 30/03/1998 | Family Circle Mag. Cup, Hilton Head                 | Tier I    | 926 250 $   | Terre (ext.)    | Amanda Coetzer    | Irina Spîrlea        | 6-3, 6-4           | Tableau |
| 15 | 06/04/1998 | Bausch & Lomb Championships, Amelia Island          | Tier II   | 450 000 $   | Terre (ext.)    | Mary Pierce       | Conchita Martínez    | 6-7, 6-0, 6-2      | Tableau |
| 16 | 13/04/1998 | Makarska International Championships, Makarska      | Tier IV   | 107 500 $   | Terre (ext.)    | Květa Hrdličková  | Li Fang              | 6-3, 6-1           | Tableau |
| 17 | 13/04/1998 | Japan Open, Tokyo                                   | Tier III  | 164 000 $   | Dur (ext.)      | Ai Sugiyama       | Corina Morariu       | 6-3, 6-3           | Tableau |
| 18 | 20/04/1998 | Lotto Open, Budapest                                | Tier IV   | 107 500 $   | Terre (ext.)    | Virginia Ruano    | Silvia Farina        | 6-4, 4-6, 6-3      | Tableau |
| 19 | 27/04/1998 | Croatian Ladies Open, Bol                           | Tier IV   | 107 500 $   | Terre (ext.)    | Mirjana Lučić     | Corina Morariu       | 6-2, 6-4           | Tableau |
| 20 | 27/04/1998 | Intersport Damen GP, Hambourg                       | Tier II   | 450 000 $   | Terre (ext.)    | Martina Hingis    | Jana Novotná         | 6-3, 7-5           | Tableau |
| 21 | 04/05/1998 | Italian Open, Rome                                  | Tier I    | 926 250 $   | Terre (ext.)    | Martina Hingis    | Venus Williams       | 6-3, 2-6, 6-3      | Tableau |
| 22 | 11/05/1998 | German Open, Berlin                                 | Tier I    | 926 250 $   | Terre (ext.)    | Conchita Martínez | Amélie Mauresmo      | 6-4, 6-4           | Tableau |
| 23 | 18/05/1998 | Internationaux de Strasbourg, Strasbourg            | Tier III  | 200 000 $   | Terre (ext.)    | Irina Spîrlea     | Julie Halard         | 7-6, 6-3           | Tableau |
| 24 | 18/05/1998 | Open Paginas Amarillas, Madrid                      | Tier III  | 164 250 $   | Terre (ext.)    | Patty Schnyder    | Dominique Monami     | 3-6, 6-4, 6-0      | Tableau |
| 25 | 25/05/1998 | Roland-Garros, Paris                                | G. Chelem | 4 105 011 $ | Terre (ext.)    | Arantxa Sánchez   | Monica Seles         | 7-65, 0-6, 6-2     | Tableau |
| 26 | 08/06/1998 | DFS Classic, Birmingham                             | Tier III  | 164 250 $   | Gazon (ext.)    | NC                | NC                   | Pluie              | Tableau |
| 27 | 15/06/1998 | Heineken Trophy, Rosmalen                           | Tier III  | 164 250 $   | Gazon (ext.)    | Julie Halard      | Miriam Oremans       | 6-3, 6-4           | Tableau |
| 28 | 15/06/1998 | Direct Line International Championships, Eastbourne | Tier II   | 450 000 $   | Gazon (ext.)    | Jana Novotná      | Arantxa Sánchez      | 6-1, 7-5           | Tableau |
| 29 | 22/06/1998 | The Championships, Wimbledon                        | G. Chelem | 4 404 163 $ | Gazon (ext.)    | Jana Novotná      | Nathalie Tauziat     | 6-4, 7-6           | Tableau |
| 30 | 06/07/1998 | Piberstein Styria Open, Maria Lankowitz             | Tier IV   | 107 500 $   | Terre (ext.)    | Patty Schnyder    | Gala León García     | 6-2, 4-6, 6-3      | Tableau |
| 31 | 06/07/1998 | Skoda Czech Open, Prague                            | Tier III  | 160 000 $   | Terre (ext.)    | Jana Novotná      | Sandrine Testud      | 6-3, 6-0           | Tableau |
| 32 | 13/07/1998 | Torneo Internazionale, Palerme                      | Tier IV   | 107 500 $   | Terre (ext.)    | Patty Schnyder    | Barbara Schett       | 6-1, 5-7, 6-2      | Tableau |
| 33 | 13/07/1998 | Warsaw Cup by Heros, Varsovie                       | Tier III  | 164 250 $   | Terre (ext.)    | Conchita Martínez | Silvia Farina        | 6-0, 6-3           | Tableau |
| 34 | 27/07/1998 | Prokom Polish Open, Sopot                           | Tier IV   | 107 500 $   | Terre (ext.)    | Henrieta Nagyová  | Elena Wagner         | 6-3, 5-7, 6-1      | Tableau |
| 35 | 27/07/1998 | Bank of the West Classic, Stanford                  | Tier II   | 450 000 $   | Dur (ext.)      | Lindsay Davenport | Venus Williams       | 6-4, 5-7, 6-4      | Tableau |
| 36 | 03/08/1998 | Enka Ladies Open, Istanbul                          | Tier IV   | 107 500 $   | Dur (ext.)      | Henrieta Nagyová  | Olga Barabanschikova | 6-4, 3-6, 7-6      | Tableau |
| 37 | 03/08/1998 | Toshiba Classic, San Diego                          | Tier II   | 450 000 $   | Dur (ext.)      | Lindsay Davenport | Mary Pierce          | 6-3, 6-1           | Tableau |
| 38 | 10/08/1998 | Boston Cup, Boston                                  | Tier III  | 164 250 $   | Dur (ext.)      | Mariaan de Swardt | Barbara Schett       | 3-6, 7-6, 7-5      | Tableau |
| 39 | 10/08/1998 | Acura Classic, Los Angeles                          | Tier II   | 450 000 $   | Dur (ext.)      | Lindsay Davenport | Martina Hingis       | 4-6, 6-4, 6-3      | Tableau |
| 40 | 17/08/1998 | Omnium du Maurier, Montréal                         | Tier I    | 926 250 $   | Dur (ext.)      | Monica Seles      | Arantxa Sánchez      | 6-3, 6-2           | Tableau |
| 41 | 24/08/1998 | Pilot Pen International, New Haven                  | Tier II   | 450 000 $   | Dur (ext.)      | Steffi Graf       | Jana Novotná         | 6-4, 6-1           | Tableau |
| 42 | 31/08/1998 | US Open, Flushing Meadows                           | G. Chelem | 6 012 000 $ | Dur (ext.)      | Lindsay Davenport | Martina Hingis       | 6-3, 7-5           | Tableau |
| 43 | 21/09/1998 | Toyota Princess Cup, Tokyo                          | Tier II   | 450 000 $   | Dur (ext.)      | Monica Seles      | Arantxa Sánchez      | 4-6, 6-3, 6-4      | Tableau |
| 44 | 28/09/1998 | Compaq Grand Slam Cup, Munich                       |           | 2 450 000 $ | Dur (int.)      | Venus Williams    | Patty Schnyder       | 6-2, 3-6, 6-2      | Tableau |
| 45 | 05/10/1998 | Porsche Tennis GP, Filderstadt                      | Tier II   | 450 000 $   | Dur (int.)      | Sandrine Testud   | Lindsay Davenport    | 7-5, 6-3           | Tableau |
| 46 | 12/10/1998 | European Swisscom Challenge, Zurich                 | Tier I    | 926 250 $   | Moquette (int.) | Lindsay Davenport | Venus Williams       | 7-5, 6-3           | Tableau |
| 47 | 19/10/1998 | MGTS Kremlin Cup, Moscou                            | Tier I    | 1 000 000 $ | Moquette (int.) | Mary Pierce       | Monica Seles         | 7-6, 6-3           | Tableau |
| 48 | 26/10/1998 | SEAT Open, Luxembourg                               | Tier III  | 164 250 $   | Moquette (int.) | Mary Pierce       | Silvia Farina        | 6-0, 2-0, ab.      | Tableau |
| 49 | 26/10/1998 | Challenge Bell, Québec                              | Tier III  | 164 250 $   | Moquette (int.) | Tara Snyder       | Chanda Rubin         | 4-6, 6-4, 7-6      | Tableau |
| 50 | 02/11/1998 | Sparkassen Cup International GP, Leipzig            | Tier II   | 450 000 $   | Moquette (int.) | Steffi Graf       | Nathalie Tauziat     | 6-3, 6-4           | Tableau |
| 51 | 09/11/1998 | Advanta Championships, Philadelphie                 | Tier II   | 450 000 $   | Moquette (int.) | Steffi Graf       | Lindsay Davenport    | 4-6, 6-3, 6-4      | Tableau |
| 52 | 16/11/1998 | Volvo Women’s Open, Pattaya                         | Tier IV   | 107 500 $   | Dur (ext.)      | Julie Halard      | Li Fang              | 6-1, 6-2           | Tableau |
| 53 | 16/11/1998 | Chase Championships, New York                       | Masters   | 2 000 000 $ | Moquette (int.) | Martina Hingis    | Lindsay Davenport    | 7-5, 6-4, 4-6, 6-2 | Tableau |

### Double
| No | Date       | Nom et lieu du tournoi                             | Catégorie | Dotation    | Surface         | Vainqueures                         | Finalistes                           | Score              |         |
| -- | ---------- | -------------------------------------------------- | --------- | ----------- | --------------- | ----------------------------------- | ------------------------------------ | ------------------ | ------- |
| 1  | 05/01/1998 | ASB Bank Classic Auckland                          | Tier IV   | 107 500 $   | Dur (ext.)      | Nana Miyagi Tamarine Tanasugarn     | Julie Halard Janette Husárová        | 7-6, 6-4           | Tableau |
| 2  | 05/01/1998 | Thalgo Hardcourts Championships Gold Coast         | Tier III  | 164 250 $   | Dur (ext.)      | Elena Likhovtseva Ai Sugiyama       | Park Sung-hee Wang Shi-Ting          | 1-6, 6-3, 6-4      | Tableau |
| 3  | 12/01/1998 | ANZ Tasmanian International Hobart                 | Tier IV   | 107 500 $   | Dur (ext.)      | Virginia Ruano Paola Suárez         | Julie Halard Janette Husárová        | 7-6, 6-3           | Tableau |
| 4  | 12/01/1998 | Sydney International Sydney                        | Tier II   | 342 500 $   | Dur (ext.)      | Martina Hingis Helena Suková        | Katrina Adams Meredith McGrath       | 6-1, 6-2           | Tableau |
| 5  | 19/01/1998 | Australian Open Melbourne                          | G. Chelem | 4 058 100 $ | Dur (ext.)      | Martina Hingis Mirjana Lučić        | Lindsay Davenport Natasha Zvereva    | 6-4, 2-6, 6-3      | Tableau |
| 6  | 02/02/1998 | Toray Pan Pacific Open Tokyo                       | Tier I    | 926 250 $   | Moquette (int.) | Martina Hingis Mirjana Lučić        | Lindsay Davenport Natasha Zvereva    | 7-5, 6-4           | Tableau |
| 7  | 09/02/1998 | Open Gaz de France Paris                           | Tier II   | 450 000 $   | Moquette (int.) | Sabine Appelmans Miriam Oremans     | Anna Kournikova Larisa Neiland       | 1-6, 6-3, 7-6      | Tableau |
| 8  | 16/02/1998 | Copa Colsanitas Bogota                             | Tier IV   | 107 500 $   | Terre (ext.)    | Janette Husárová Paola Suárez       | Melissa Mazzotta Ekaterina Sysoeva   | 3-6, 6-2, 6-3      | Tableau |
| 9  | 16/02/1998 | Faber Grand Prix Hanovre                           | Tier II   | 450 000 $   | Moquette (int.) | Lisa Raymond Rennae Stubbs          | Elena Likhovtseva Caroline Vis       | 6-1, 6-7, 6-3      | Tableau |
| 10 | 23/02/1998 | IGA Tennis Classic Oklahoma City                   | Tier III  | 164 250 $   | Dur (int.)      | Serena Williams Venus Williams      | Cătălina Cristea Kristine Radford    | 7-5, 6-2           | Tableau |
| 11 | 23/02/1998 | Generali Ladies Tennis Grand Prix Linz             | Tier II   | 450 000 $   | Moquette (int.) | Alexandra Fusai Nathalie Tauziat    | Anna Kournikova Larisa Neiland       | 6-3, 3-6, 6-4      | Tableau |
| 12 | 05/03/1998 | State Farm Evert Cup Indian Wells                  | Tier I    | 1 250 000 $ | Dur (ext.)      | Lindsay Davenport Natasha Zvereva   | Alexandra Fusai Nathalie Tauziat     | 6-4, 2-6, 6-4      | Tableau |
| 13 | 19/03/1998 | The Lipton Championships Miami                     | Tier I    | 1 900 000 $ | Dur (ext.)      | Martina Hingis Jana Novotná         | Arantxa Sánchez Natasha Zvereva      | 6-2, 3-6, 6-3      | Tableau |
| 14 | 30/03/1998 | Family Circle Mag. Cup Hilton Head                 | Tier I    | 926 250 $   | Terre (ext.)    | Conchita Martínez Patricia Tarabini | Lisa Raymond Rennae Stubbs           | 3-6, 6-4, 6-4      | Tableau |
| 15 | 06/04/1998 | Bausch & Lomb Championships Amelia Island          | Tier II   | 450 000 $   | Terre (ext.)    | Sandra Cacic Mary Pierce            | Barbara Schett Patty Schnyder        | 7-6, 4-6, 7-6      | Tableau |
| 16 | 13/04/1998 | Makarska International Championships Makarska      | Tier IV   | 107 500 $   | Terre (ext.)    | Tina Križan Katarina Srebotnik      | Evgenia Kulikovskaya Karin Kschwendt | 7-6, 6-1           | Tableau |
| 17 | 13/04/1998 | Japan Open Tokyo                                   | Tier III  | 164 000 $   | Dur (ext.)      | Naoko Kijimuta Nana Miyagi          | Amy Frazier Rika Hiraki              | 6-3, 4-6, 6-4      | Tableau |
| 18 | 20/04/1998 | Lotto Open Budapest                                | Tier IV   | 107 500 $   | Terre (ext.)    | Virginia Ruano Paola Suárez         | Cătălina Cristea Laura Montalvo      | 4-6, 6-1, 6-1      | Tableau |
| 19 | 27/04/1998 | Croatian Ladies Open Bol                           | Tier IV   | 107 500 $   | Terre (ext.)    | Laura Montalvo Paola Suárez         | Joannette Kruger Mirjana Lučić       | Forfait            | Tableau |
| 20 | 27/04/1998 | Intersport Damen GP Hambourg                       | Tier II   | 450 000 $   | Terre (ext.)    | Barbara Schett Patty Schnyder       | Martina Hingis Jana Novotná          | 7-6, 3-6, 6-3      | Tableau |
| 21 | 04/05/1998 | Italian Open Rome                                  | Tier I    | 926 250 $   | Terre (ext.)    | Virginia Ruano Paola Suárez         | Amanda Coetzer Arantxa Sánchez       | 7-6, 6-4           | Tableau |
| 22 | 11/05/1998 | German Open Berlin                                 | Tier I    | 926 250 $   | Terre (ext.)    | Lindsay Davenport Natasha Zvereva   | Alexandra Fusai Nathalie Tauziat     | 6-3, 6-0           | Tableau |
| 23 | 18/05/1998 | Internationaux de Strasbourg Strasbourg            | Tier III  | 200 000 $   | Terre (ext.)    | Alexandra Fusai Nathalie Tauziat    | Yayuk Basuki Caroline Vis            | 6-4, 6-3           | Tableau |
| 24 | 18/05/1998 | Open Paginas Amarillas Madrid                      | Tier III  | 164 250 $   | Terre (ext.)    | Florencia Labat Dominique Monami    | Rachel McQuillan Nicole Pratt        | 6-3, 6-1           | Tableau |
| 25 | 25/05/1998 | Roland-Garros Paris                                | G. Chelem | 4 105 011 $ | Terre (ext.)    | Martina Hingis Jana Novotná         | Lindsay Davenport Natasha Zvereva    | 6-1, 7-64          | Tableau |
| 26 | 08/06/1998 | DFS Classic Birmingham                             | Tier III  | 164 250 $   | Gazon (ext.)    | Els Callens Julie Halard            | Lisa Raymond Rennae Stubbs           | 2-6, 6-4, 6-4      | Tableau |
| 27 | 15/06/1998 | Heineken Trophy Rosmalen                           | Tier III  | 164 250 $   | Gazon (ext.)    | Sabine Appelmans Miriam Oremans     | Cătălina Cristea Eva Melicharová     | 6-7, 7-6, 7-6      | Tableau |
| 28 | 15/06/1998 | Direct Line International Championships Eastbourne | Tier II   | 450 000 $   | Gazon (ext.)    | Mariaan de Swardt Jana Novotná      | Arantxa Sánchez Natasha Zvereva      | 6-1, 6-3           | Tableau |
| 29 | 22/06/1998 | The Championships Wimbledon                        | G. Chelem | 4 404 163 $ | Gazon (ext.)    | Martina Hingis Jana Novotná         | Lindsay Davenport Natasha Zvereva    | 6-3, 3-6, 8-6      | Tableau |
| 30 | 06/07/1998 | Piberstein Styria Open Maria Lankowitz             | Tier IV   | 107 500 $   | Terre (ext.)    | Laura Montalvo Paola Suárez         | Tina Križan Katarina Srebotnik       | 6-1, 6-2           | Tableau |
| 31 | 06/07/1998 | Skoda Czech Open Prague                            | Tier III  | 160 000 $   | Terre (ext.)    | Silvia Farina Karina Habšudová      | Květa Hrdličková Michaela Paštiková  | 2-6, 6-1, 6-2      | Tableau |
| 32 | 13/07/1998 | Torneo Internazionale Palerme                      | Tier IV   | 107 500 $   | Terre (ext.)    | Pavlina Nola Elena Wagner           | Barbara Schett Patty Schnyder        | 6-4, 6-2           | Tableau |
| 33 | 13/07/1998 | Warsaw Cup by Heros Varsovie                       | Tier III  | 164 250 $   | Terre (ext.)    | Karina Habšudová Olga Lugina        | Liezel Huber Karin Kschwendt         | 7-6, 7-5           | Tableau |
| 34 | 27/07/1998 | Prokom Polish Open Sopot                           | Tier IV   | 107 500 $   | Terre (ext.)    | Květa Hrdličková Helena Vildová     | Åsa Svensson Seda Noorlander         | 6-3, 6-2           | Tableau |
| 35 | 27/07/1998 | Bank of the West Classic Stanford                  | Tier II   | 450 000 $   | Dur (ext.)      | Lindsay Davenport Natasha Zvereva   | Larisa Neiland Elena Tatarkova       | 6-4, 6-4           | Tableau |
| 36 | 03/08/1998 | Enka Ladies Open Istanbul                          | Tier IV   | 107 500 $   | Dur (ext.)      | Meike Babel Laurence Courtois       | Åsa Svensson Florencia Labat         | 6-0, 6-2           | Tableau |
| 37 | 03/08/1998 | Toshiba Classic San Diego                          | Tier II   | 450 000 $   | Dur (ext.)      | Lindsay Davenport Natasha Zvereva   | Alexandra Fusai Nathalie Tauziat     | 6-2, 6-1           | Tableau |
| 38 | 10/08/1998 | Boston Cup Boston                                  | Tier III  | 164 250 $   | Dur (ext.)      | Lisa Raymond Rennae Stubbs          | Mariaan de Swardt Mary Joe Fernández | 6-4, 6-4           | Tableau |
| 39 | 10/08/1998 | Acura Classic Los Angeles                          | Tier II   | 450 000 $   | Dur (ext.)      | Martina Hingis Natasha Zvereva      | Tamarine Tanasugarn Elena Tatarkova  | 6-4, 6-2           | Tableau |
| 40 | 17/08/1998 | Omnium du Maurier Montréal                         | Tier I    | 926 250 $   | Dur (ext.)      | Martina Hingis Jana Novotná         | Yayuk Basuki Caroline Vis            | 6-3, 6-4           | Tableau |
| 41 | 24/08/1998 | Pilot Pen International New Haven                  | Tier II   | 450 000 $   | Dur (ext.)      | Alexandra Fusai Nathalie Tauziat    | Mariaan de Swardt Jana Novotná       | 6-1, 6-0           | Tableau |
| 42 | 31/08/1998 | US Open Flushing Meadows                           | G. Chelem | 6 012 000 $ | Dur (ext.)      | Martina Hingis Jana Novotná         | Lindsay Davenport Natasha Zvereva    | 6-3, 6-3           | Tableau |
| 43 | 21/09/1998 | Toyota Princess Cup Tokyo                          | Tier II   | 450 000 $   | Dur (ext.)      | Anna Kournikova Monica Seles        | Mary Joe Fernández Arantxa Sánchez   | 6-4, 6-4           | Tableau |
| 44 | 05/10/1998 | Porsche Tennis GP Filderstadt                      | Tier II   | 450 000 $   | Dur (int.)      | Lindsay Davenport Natasha Zvereva   | Anna Kournikova Arantxa Sánchez      | 6-4, 6-2           | Tableau |
| 45 | 12/10/1998 | European Swisscom Challenge Zurich                 | Tier I    | 926 250 $   | Moquette (int.) | Serena Williams Venus Williams      | Mariaan de Swardt Elena Tatarkova    | 5-7, 6-1, 6-3      | Tableau |
| 46 | 19/10/1998 | MGTS Kremlin Cup Moscou                            | Tier I    | 1 000 000 $ | Moquette (int.) | Mary Pierce Natasha Zvereva         | Lisa Raymond Rennae Stubbs           | 6-3, 6-4           | Tableau |
| 47 | 26/10/1998 | SEAT Open Luxembourg                               | Tier III  | 164 250 $   | Moquette (int.) | Elena Likhovtseva Ai Sugiyama       | Larisa Neiland Elena Tatarkova       | 6-7, 6-3, 2-0, ab. | Tableau |
| 48 | 26/10/1998 | Challenge Bell Québec                              | Tier III  | 164 250 $   | Moquette (int.) | Lori McNeil Kimberly Po             | Chanda Rubin Sandrine Testud         | 6-7, 7-5, 6-4      | Tableau |
| 49 | 02/11/1998 | Sparkassen Cup International GP Leipzig            | Tier II   | 450 000 $   | Moquette (int.) | Elena Likhovtseva Ai Sugiyama       | Manon Bollegraf Irina Spîrlea        | 6-3, 6-7, 6-1      | Tableau |
| 50 | 09/11/1998 | Advanta Championships Philadelphie                 | Tier II   | 450 000 $   | Moquette (int.) | Elena Likhovtseva Ai Sugiyama       | Monica Seles Natasha Zvereva         | 7-5, 4-6, 6-2      | Tableau |
| 51 | 16/11/1998 | Volvo Women’s Open Pattaya                         | Tier IV   | 107 500 $   | Dur (ext.)      | Els Callens Julie Halard            | Rika Hiraki Aleksandra Olsza         | 3-6, 6-2, 6-2      | Tableau |
| 52 | 16/11/1998 | Chase Championships New York                       | Masters   | 2 000 000 $ | Moquette (int.) | Lindsay Davenport Natasha Zvereva   | Alexandra Fusai Nathalie Tauziat     | 6-7, 7-5, 6-3      | Tableau |

### Double mixte
| No | Date       | Nom et lieu du tournoi      | Catégorie | Dotation    | Surface      | Vainqueures                     | Finalistes                     | Score        |         |
| -- | ---------- | --------------------------- | --------- | ----------- | ------------ | ------------------------------- | ------------------------------ | ------------ | ------- |
| 1  | 04/01/1998 | Hyundai Hopman Cup X Perth  | ITF       | 900 000 $   | Dur (int.)   | Karina Habšudová Karol Kučera   | Mary Pierce Cédric Pioline     | 2 matchs à 1 | Tableau |
| 2  | 19/01/1998 | Australian Open Melbourne   | G. Chelem | 4 058 100 $ | Dur (ext.)   | Venus Williams Justin Gimelstob | Helena Suková Cyril Suk        | 6-2, 6-1     | Tableau |
| 3  | 25/05/1998 | Roland-Garros Paris         | G. Chelem | 4 105 011 $ | Terre (ext.) | Venus Williams Justin Gimelstob | Serena Williams Luis Lobo      | 6-4, 6-4     | Tableau |
| 4  | 22/06/1998 | The Championships Wimbledon | G. Chelem | 4 404 163 $ | Gazon (ext.) | Serena Williams Max Mirnyi      | Mirjana Lučić Mahesh Bhupathi  | 6-4, 6-4     | Tableau |
| 5  | 31/08/1998 | US Open Flushing Meadows    | G. Chelem | 6 012 000 $ | Dur (ext.)   | Serena Williams Max Mirnyi      | Lisa Raymond Patrick Galbraith | 6-2, 6-2     | Tableau |

## Classements de fin de saison
| Rang | Joueuse            |
| ---- | ------------------ |
| 1    | Lindsay Davenport  |
| 2    | Martina Hingis     |
| 3    | Jana Novotná       |
| 4    | Arantxa Sánchez    |
| 5    | Venus Williams     |
| 6    | Monica Seles       |
| 7    | Mary Pierce        |
| 8    | Conchita Martínez  |
| 9    | Steffi Graf        |
| 10   | Nathalie Tauziat   |
| 11   | Patty Schnyder     |
| 12   | Dominique Monami   |
| 13   | Anna Kournikova    |
| 14   | Sandrine Testud    |
| 15   | Irina Spîrlea      |
| 16   | Natasha Zvereva    |
| 17   | Amanda Coetzer     |
| 18   | Ai Sugiyama        |
| 19   | Silvia Farina Elia |
| 20   | Serena Williams    |

| Rang | Joueuse           |
| ---- | ----------------- |
| 1    | Natasha Zvereva   |
| 2    | Martina Hingis    |
| 3    | Jana Novotná      |
| 4    | Lindsay Davenport |
| 5    | Rennae Stubbs     |
| 6    | Lisa Raymond      |
| 7    | Nathalie Tauziat  |
| 8    | Alexandra Fusai   |
| 9    | Elena Likhovtseva |
| 10   | Anna Kournikova   |
| 11   | Larisa Neiland    |
| 12   | Arantxa Sánchez   |
| 13   | Ai Sugiyama       |
| 14   | Patricia Tarabini |
| 15   | Caroline Vis      |
| 16   | Conchita Martínez |
| 17   | Mariaan de Swardt |
| 18   | Manon Bollegraf   |
| 19   | Yayuk Basuki      |
| 20   | Mirjana Lučić     |

## Fed Cup
| Date     | Lieu                 | Surf.      | Vainqueur                         | Finaliste                     | Score |         |
| 19/09/98 | Genève, Palexpo Hall | Dur (int.) | Conchita Martínez Arantxa Sánchez | Martina Hingis Patty Schnyder | 3-2   | Tableau |

## Sources
- (en) WTA Tour : site officiel
- (en) [PDF] WTA Tour : palmarès complet 1971-2011
- (en) [PDF] « WTA Tour : prize money leaders 1998 (au 14/12/1998) »(Archive.org • Wikiwix • Archive.is • Google • Que faire ?)